# Hampstead (Maryland)
Hampstead è un comune degli Stati Uniti d'America nella contea di Carroll, nello Stato del Maryland.
Secondo lo United States Census Bureau, il comune ha un'area totale di 6,9 km². La popolazione era di 5.060 abitanti nel censimento del 2000, per una densità di 728 abitanti per km².